# Coenosia brunnea
Coenosia brunnea este o specie de muște din genul Coenosia, familia Muscidae, descrisă de Xue și Tong în anul 2003. Conform Catalogue of Life specia Coenosia brunnea nu are subspecii cunoscute.